# S. Epatha Merkerson
Sharon Epatha Merkerson, född 28 november 1952 i Saginaw, Michigan, är en amerikansk skådespelare. Merkerson är bland annat känd för sin medverkan i dramaserien I lagens namn. Hon är också känd för att ha spelat Sharon Goodwin i Chicago Med. 

## Filmografi i urval
- 1986 – She's Gotta Have It
- 1988 – Cosby (TV-serie)
- 1990 – Jacobs inferno
- 1991 – Terminator 2 – Domedagen
- 1993-2010 – I lagens namn (TV-serie)
- 1994 – Ett hem för Annie (TV-film)
- 1999 – Stulen lycka
- 2000 – Frasier (TV-serie)
- 2003 – Radio
- 2004 – Jersey Girl
- 2005 – Lackawanna Blues (TV-film)
- 2006 – Black Snake Moan
- 2007 – Slipstream
- 2007 – The Closer (TV-serie)
- 2007 – Girl, Positive (TV-film)
- 2009 – The Six Wives of Henry Lefay
- 2012 – Lincoln
- 2013 – The Good Wife (TV-serie)
- 2015 – Chicago Fire (TV-serie)
- 2015–2019 – Chicago Med (TV-serie)